# ペプシン
ペプシン (pepsin,EC.3.4.23.1-3) は動物の胃で働くタンパク質分解酵素の一つ。アスパラギン酸プロテアーゼの一つ。ギリシア語で「消化」を意味する πέψις（ラテン文字転写 pepsis）に因んだ命名。

## 性質
遺伝子翻訳産物は不活性型な前駆体であるペプシノーゲンとして胃底腺の主細胞で作られる。これが塩酸を含む胃液中に分泌されるとpHの低下で立体構造が変化し、N末端側のプロ配列を二段階のプロセッシングで切り落とすことによって、活性型のペプシンとなる。また活性化されたペプシン自身もペプシノーゲンに作用し、これを活性化する。強酸性であるpH 2.0付近が最適条件である。一度活性化されたペプシンは中性・アルカリ性条件にすると不可逆的に立体構造が変性し活性を失う。十二指腸の粘膜は重炭酸イオンにより胃酸を中和するとともにペプシンを不活性化している。タンパク質を分解し、吸収しやすい形に変える。

## 基質特異性
タンパク質・ペプチド鎖の酸性アミノ酸残基（アスパラギン酸やグルタミン酸）-芳香族アミノ酸残基と続く配列のN末端側を切断することができる。

## 阻害剤

ペプシンとその阻害剤であるペプスタチンとの複合体の立体構造（結晶X線解析による）

プロテアーゼ阻害剤の一つである、ペプスタチンなどによって阻害される。これによりペプスタチンは、胃潰瘍や十二指腸潰瘍などの潰瘍の治療に有効である。